# 9665 Inastronoviny
9665 Inastronoviny (1996 LA) là một tiểu hành tinh vành đai chính.